# Rat der Arbeitsgemeinschaften der Priesterräte Europas
Der Rat der Arbeitsgemeinschaften der Priesterräte Europas (Consilium Commissionum Presbyteralium Europae, abgekürzt CCPE, kurz Europäischer Priesterrat) ist der Gremium für die Zusammenarbeit der nationalen und diözesanen katholischen Priesterräte in Europa.
Der Europäische Priesterrat berät den Rat der europäischen Bischofskonferenzen (CCEE) und fördert den Austausch und die Zusammenarbeit zwischen den verschiedenen Ländern.
Dem Europäischen Priesterrat stehen ein Präsident und ein Generalsekretär vor. Die beiden Ämter werden für fünf Jahre gewählt.
Bis 2008 bekleidete das Amt des Präsidenten Christian Schaller, Pfarrer von Basel-Binningen (Schweiz); ihm folgte Michael Max, Pfarrer von Neumarkt am Wallersee (Österreich). Generalsekretär ist Josef Zerndl, Domkapitular in Bamberg (Deutschland); er folgte P. Lorenz Voith, Provinzial der Redemptoristen in Wien (Österreich), nach.